# Provinz Santiago
Die Provinz Santiago ist eine Provinz in der Región Metropolitana in Chile. In ihr liegen 32 der insgesamt 37 Gemeinden von Groß-Santiago (Gran Santiago). Die Provinz hat 4.927.624 Einwohner (Volkszählung 2012) und eine Fläche von 2030,3 Quadratkilometern. Die Bevölkerungsdichte liegt damit bei 2.427 Einwohnern pro Quadratkilometer. Hauptstadt ist Santiago.

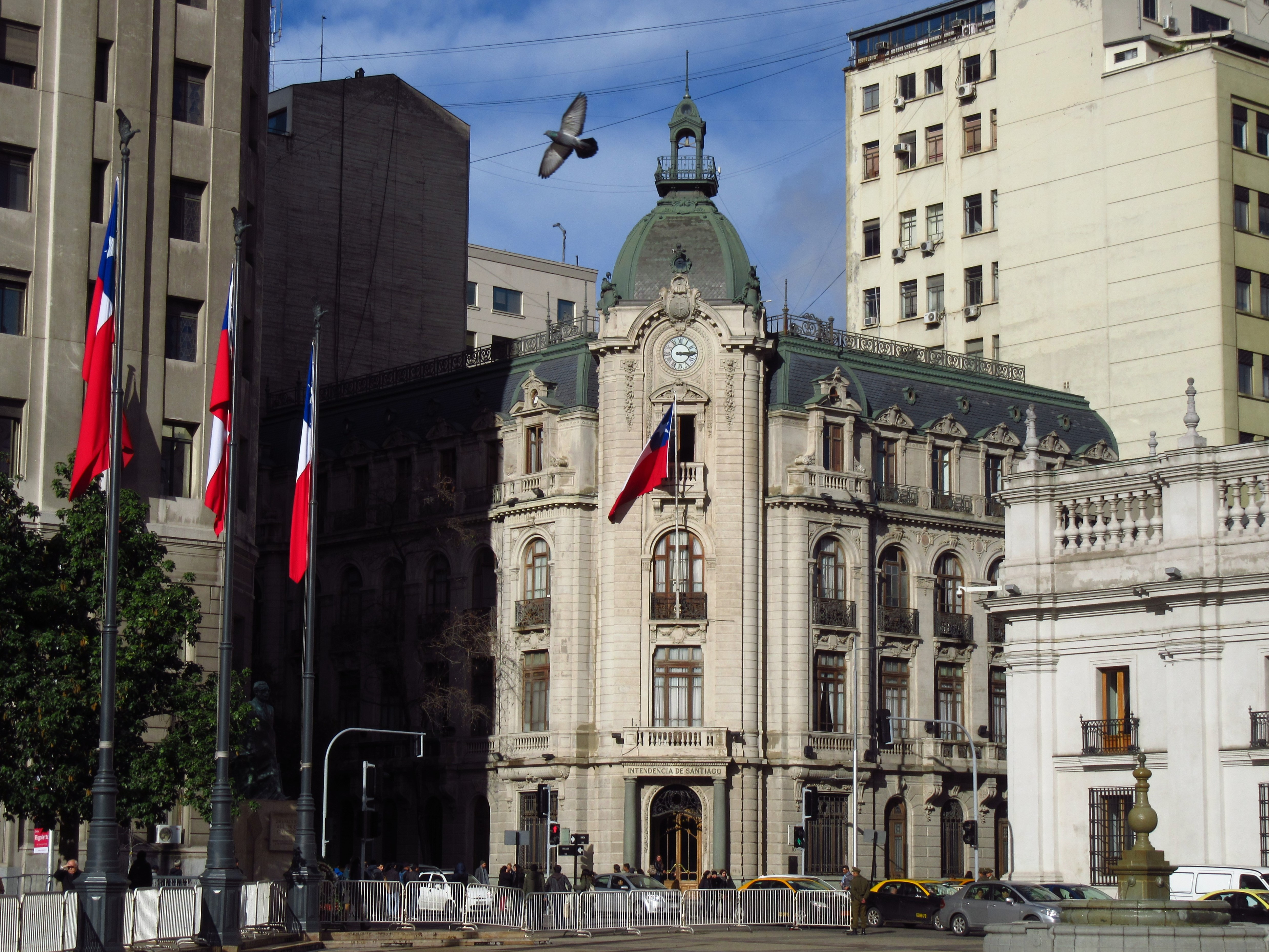
Intendanz der Región Metropolitana

Die Provinz Santiago liegt in einem Talkessel, umgeben von den Gipfeln der Anden am Fluss Río Mapocho. Sie wird im Norden vom Aconcagua-Tal, im Süden vom Rancagua-Becken und seitlich von den beiden Kordilleren begrenzt. Sie grenzt an alle fünf anderen Provinzen der Region sowie im Bereich der Gemeinde Lo Barnechea auch an die Región de Valparaíso.
Mit der Hauptstadt Santiago ist die Provinz das unbestrittene politische Zentrum Chiles, auch wenn das chilenische Parlament, der Nationalkongress (Congreso Nacional), in Valparaíso tagt.
Die Provinz ist ein wichtiger Verkehrsknotenpunkt sowie das bedeutendste Wirtschafts- und Kulturzentrum von Chile mit zahlreichen Universitäten, Hochschulen, Museen und Baudenkmälern. Die bedeutendsten Unternehmen Chiles haben hier ihren Sitz, ebenso viele ausländische Dependancen. Die Provinz ist auch das Medienzentrum des Landes.

## Gemeinden
Die Provinz Santiago gliedert sich in 32 Gemeinden.

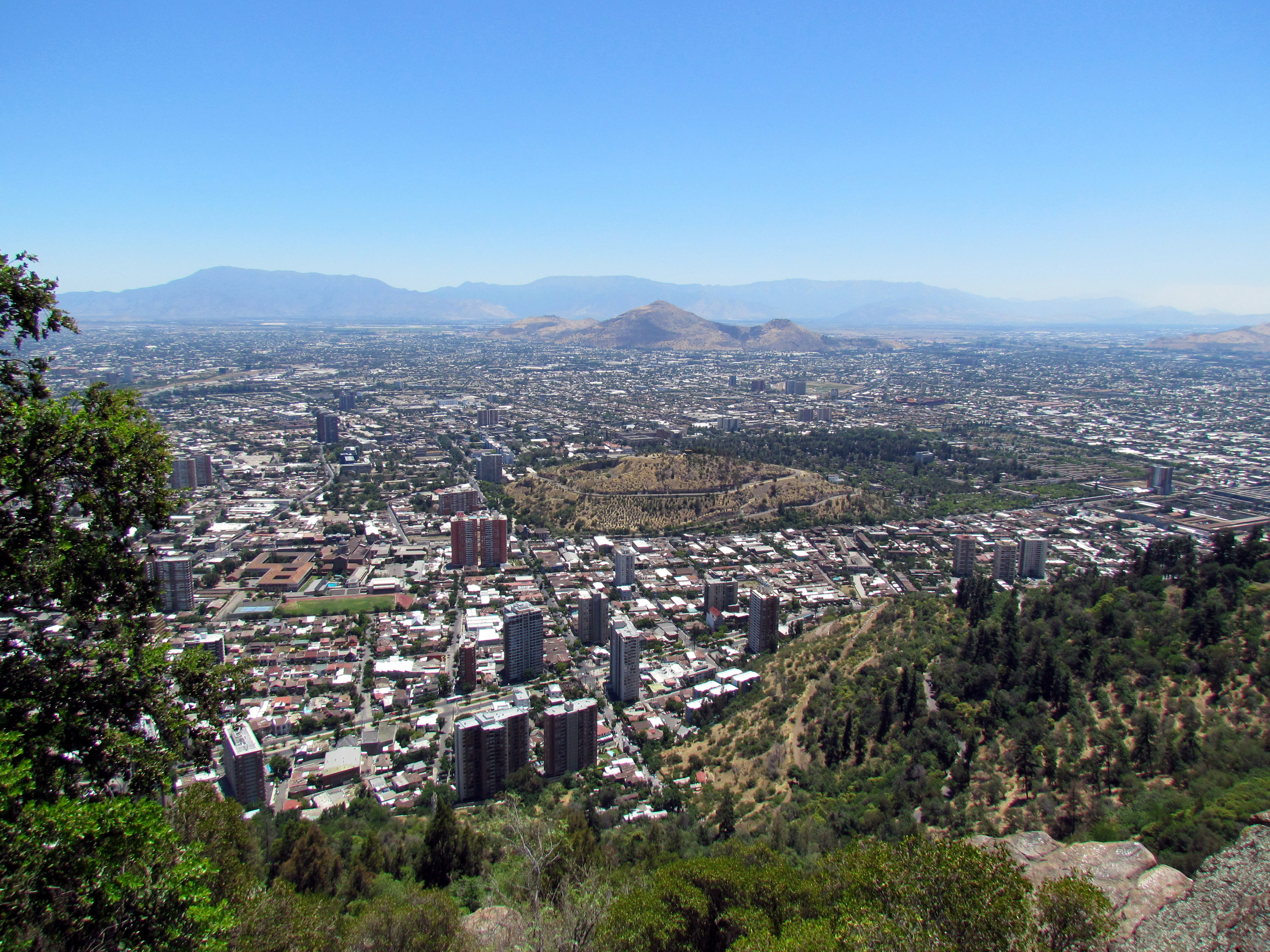
Ansicht Santiagos vom Cerro San Cristóbal aus

| Gemeinde            | Fläche (km²) | Einwohner (2012) |
| ------------------- | ------------ | ---------------- |
| Santiago            | 22,4         | 311.415          |
| Cerrillos           | 21,0         | 79.042           |
| Cerro Navia         | 11,1         | 127.467          |
| Conchalí            | 10,7         | 121.030          |
| El Bosque           | 14,1         | 162.311          |
| Estación Central    | 14,1         | 115.694          |
| Huechuraba          | 44,8         | 87.667           |
| Independencia       | 7,4          | 68.690           |
| La Cisterna         | 10,0         | 80.123           |
| La Florida          | 70,8         | 363.903          |
| La Granja           | 10,1         | 120.922          |
| La Pintana          | 30,6         | 182.790          |
| La Reina            | 23,4         | 91.119           |
| Las Condes          | 99,4         | 280.431          |
| Lo Barnechea        | 1.023,7      | 92.260           |
| Lo Espejo           | 7,2          | 99.318           |
| Lo Prado            | 6,7          | 94.766           |
| Macul               | 12,9         | 110.200          |
| Maipú               | 133,0        | 522.599          |
| Ñuñoa               | 16,9         | 191.129          |
| Pedro Aguirre Cerda | 9,7          | 101.698          |
| Peñalolén           | 54,2         | 236.806          |
| Providencia         | 14,4         | 130.053          |
| Pudahuel            | 197,4        | 221.615          |
| Quilicura           | 57,5         | 191.794          |
| Quinta Normal       | 12,4         | 101.055          |
| Recoleta            | 16,2         | 152.985          |
| Renca               | 24,2         | 136.590          |
| San Joaquín         | 9,7          | 94.255           |
| San Miguel          | 9,5          | 90.846           |
| San Ramón           | 6,5          | 84.976           |
| Vitacura            | 28,3         | 82.075           |